# Killing Ground (album de Saxon)
Albums de Saxon
Metalhead
(1999) Lionheart
(2004)
Killing Ground est le 15e album studio du groupe britannique heavy metal anglais Saxon, sorti le 25 septembre 2001.
La pochette représente le casque de Sutton Hoo.

## Titres
| No  | Titre                          | Auteur                              | Durée |
| --- | ------------------------------ | ----------------------------------- | ----- |
| 1.  | Intro                          | Byford/Quinn/Carter/Scarratt/Randow | 1:36  |
| 2.  | Killing Ground                 | Byford/Quinn/Carter/Scarratt/Randow | 5:46  |
| 3.  | Court of the Crimson King,     | Ian McDonald/Peter Sinfield         | 6:02  |
| 4.  | Coming Home                    | Byford/Quinn/Carter/Scarratt/Randow | 3:40  |
| 5.  | Hell Freezes Over              | Byford/Quinn/Carter/Scarratt/Randow | 4:44  |
| 6.  | Dragons Lair                   | Byford/Quinn/Carter/Scarratt/Randow | 3:40  |
| 7.  | You Don't Know What You've Got | Byford/Quinn/Carter/Scarratt/Randow | 5:01  |
| 8.  | Deeds of Glory                 | Byford/Quinn/Carter/Scarratt/Randow | 4:36  |
| 9.  | Running for the Border         | Byford/Quinn/Carter/Scarratt/Randow | 4:26  |
| 10. | Shadows of the Wall            | Byford/Quinn/Carter/Scarratt/Randow | 6:17  |
| 11. | Rock is our Life               | Byford/Quinn/Carter/Scarratt/Randow | 3:55  |

## Composition du groupe
- Biff Byford (chant)
- Nibbs Carter (basse)
- Doug Scarratt (guitares)
- Paul Quinn (guitares)
- Fritz Randow (batterie)

## Crédits
- Produit par Biff Byford & Saxon
- Producteur exécutif : Rainer Hänsel (Cultural Minority)
- Réalisé par Nikilo Kotzev, Charlie Bauerfeind
- Enregistré aux Karo Studios (Brackel/Hambourg, Allemagne)
- Mixé par Herman Frank & Rainer Hänsel
- Pochette : Paul Raymond Gregory/Studio 54 (Artwork), Nicola Rübenberg (photos)